# Aero Mongolia
Aero Mongolia (А́эро Монго́лиа, монг. А́эро Монго́лиа) — монгольская авиакомпания. Выполняет местные рейсы по 12 направлениям, а также международные — в Китайскую Народную Республику и Россию. Портом приписки является Международный аэропорт Чингисхан, расположенный в Улан-Баторе.

## История
Компания была основана в 2001 году и начала выполнять рейсы с 25 мая 2003 года. Она была учреждена MIAT Mongolian Airlines для поддержания сотрудничества с MIAT, Korean Air, Air China и Аэрофлотом. Первый Fokker 50 был получен в декабре 2002, а Fokker 100 — в январе 2006 года. С получением Fokker 100 компания осуществила свой первый рейс в Южную Корею. Второй Fokker 50 был заказан в июне 2006.
31 октября 2007 года Комитет по авиационной безопасности Монголии приостановил рейсы компании после того, как она не смогла успешно пройти проверки безопасности. В первом квартале 2008 года Aero Mongolia получила лицензию на выполнение внутренних и международных рейсов.

## Основная информация
По информации на март 2007 в штате содержится свыше 130 сотрудников. Согласно официальному сайту, авиакомпания является официальным перевозчиком олимпийской сборной Монголии.

## Направления

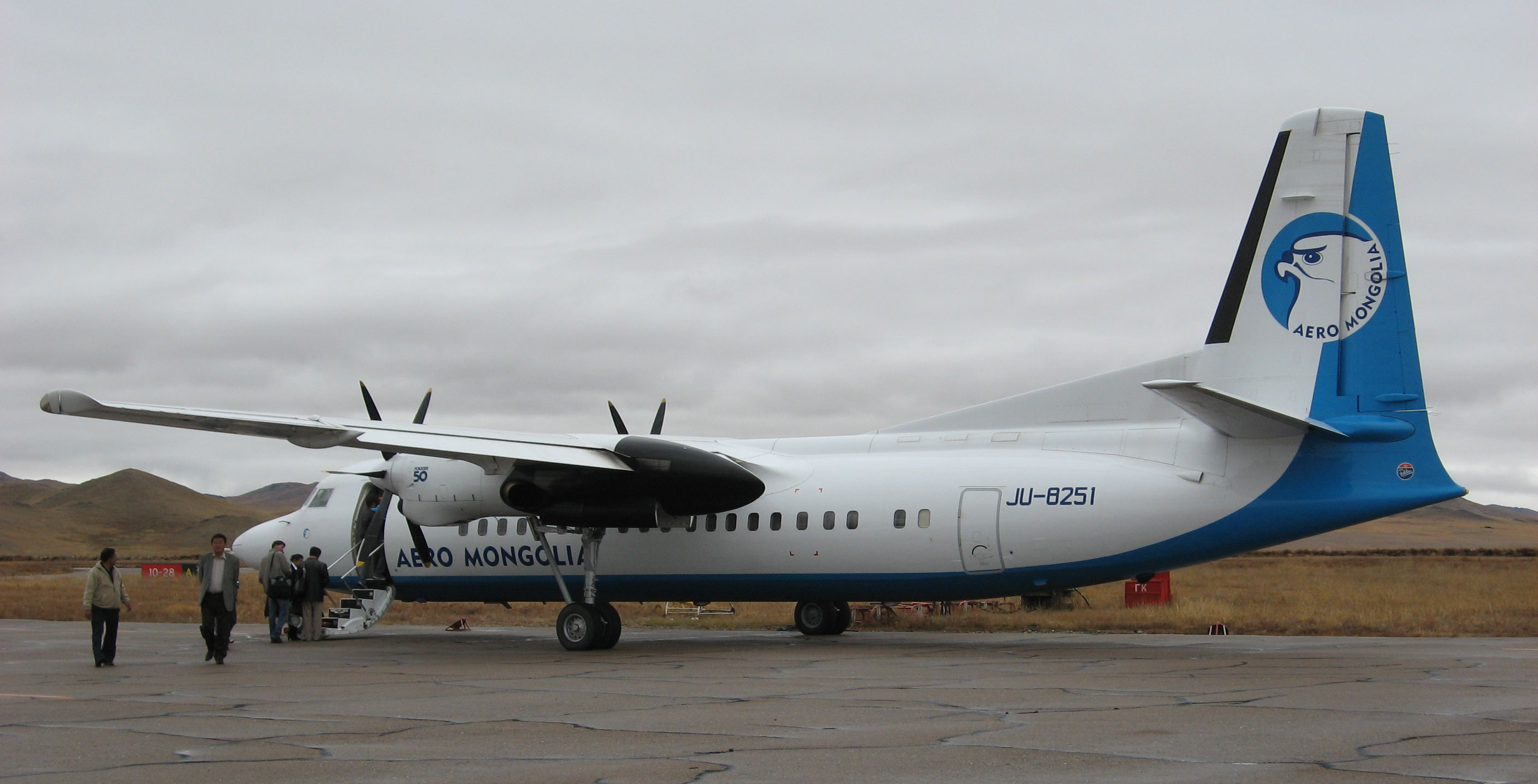
Fokker F50 компании Aero Mongolia в аэропорту Мурэна, 2006.

По информации на 2019 год, авиакомпания выполняет регулярные рейсы по следующим направлениям:
- Монголия
  - Улан-Батор (хаб)
  - Мурэн
  - Алтай
  - Ховд
  - Улгий
- Китайская Народная Республика
  - Хух-Хото
- Российская Федерация
  - Иркутск
  - Новосибирск

Авиакомпания также выполняет чартерные рейсы на территории Монголии.

## Флот
Флот авиакомпании, по информации на сентябрь 2019 год включает:
- 2 самолёта Embraer ERJ 145LR
- 1 Самолет Airbus A319[3]

### Ранее эксплуатировавшиеся
- 4 самолёта Fokker 50
- 2 самолёта Fokker 100 (на 2013 год выведены из эксплуатации)